# 罗格·施陶布
罗格·施陶布（德語：Roger Staub，1936年7月1日—1974年6月30日），瑞士男子高山滑雪运动员。他曾代表瑞士参加1956年和1960年冬季奥林匹克运动会高山滑雪比赛，获得一枚金牌。